# Беляевка (Ростовская область)
Беля́евка — хутор в Тарасовском районе Ростовской области.
Входит в состав Дячкинского сельского поселения.

## История
Хутор образован в августе 1967 года путем объединения хуторов Беляевка 1-я, Беляевка 2-я и Беляевка 3-я в один населённый пункт.

## Население
| 2010 | 2013 | 2015 | 2016 |
| ---- | ---- | ---- | ---- |
| 28   | ↘24  | ↘18  | ↘17  |

## Улицы
На хуторе имеется одна улица — Солнечная.